# Super Princess Peach
Super Princess Peach (スーパープリンセスピーチ, Sūpā Purinsesu Pīchi) är ett plattformsspel utvecklat av TOSE och utgivet av Nintendo till Nintendo DS. Spelet släpptes 2005 i Japan och 2006 i övriga världen och är det första spelet där Prinsessan Peach är huvudpersonen.
Bowser har kidnappat Mario, Luigi och flera Toad-svampar och fängslat dem på Vibe Island. Det är upp till Peach att rädda dem.